# Finale de la Coupe des clubs champions européens 1971-1972
La finale de la Coupe des clubs champions européens 1971-1972 est la 17e de l'histoire. Elle sacre l'Ajax Amsterdam pour une seconde fois, grâce à une victoire 2 buts à 0.
La finale a lieu dans le stade du grand rival de l'Ajax, à Rotterdam, où évolue le Feyenoord. Johan Cruijff, maître à jouer de la meilleure équipe européenne, est marqué de très près en première période par le jeune Gabriele Oriali, qui n'a que 19 ans. Ce choix tactique de l'Inter permet de contenir l'emprise du meneur de jeu néerlandais sur la rencontre. Le reste de l'équipe intériste est parfaitement regroupé, tandis que l'Ajax manque d'efficacité : une frappe de Ruud Krol à la 23e minute s'écrase sur le poteau. Mais les Italiens ont rarement le ballon et se montrent peu dangereux, si bien qu'ils craquent en seconde période. Cruyff, grâce à deux ballons aériens, où il profite d'une sortie manquée du gardien, puis où il s'impose de la tête, inscrit un doublé (47e et 78e minutes).

## Parcours des finalistes
Note : dans les résultats ci-dessous, le score du finaliste est toujours donné en premier (D : domicile ; E : extérieur).
| Ajax Amsterdam         | Ajax Amsterdam | Ajax Amsterdam | Ajax Amsterdam |                     | Inter Milan              | Inter Milan     | Inter Milan | Inter Milan  | Inter Milan |
| ---------------------- | -------------- | -------------- | -------------- | ------------------- | ------------------------ | --------------- | ----------- | ------------ | ----------- |
| Adversaire             | Total          | Aller          | Retour         | Tour                | Adversaire               | Total           | Aller       | Retour       |             |
| Dynamo Dresde          | 2 - 0          | 2 - 0 (D)      | 0 - 0 (E)      | Seizièmes de finale | AEK Athènes              | 6 - 4           | 4 - 1 (D)   | 2 - 3 (E)    |             |
| Olympique de Marseille | 6 - 2          | 2 - 1 (E)      | 4 - 1 (D)      | Huitièmes de finale | Borussia Mönchengladbach | 4 - 2           | 4 - 2 (D)   | 0 - 0 (E)    |             |
| Arsenal FC             | 3 - 1          | 2 - 1 (D)      | 1 - 0 (E)      | Quarts de finale    | Standard de Liège        | 2E - 2          | 1 - 0 (D)   | 1 - 2 (E)    |             |
| Benfica Lisbonne       | 1 - 0          | 1 - 0 (D)      | 0 - 0 (E)      | Demi-finales        | Celtic Glasgow           | 0 - 0 5 - 4 tab | 0 - 0 (E)   | 0 - 0 ap (D) |             |

## Feuille de match
| ·             |                   |  |
| Titulaires :  |                   |  |
|               |                   |  |
| 1             | Heinz Stuy        |  |
| 3             | Wim Suurbier      |  |
| 13            | Barry Hulshoff    |  |
| 12            | Horst Blankenburg |  |
| 5             | Ruud Krol         |  |
| 7             | Johan Neeskens    |  |
| 15            | Arie Haan         |  |
| 9             | Gerrie Mühren     |  |
| 8             | Sjaak Swart       |  |
| 14            | Johan Cruijff     |  |
| 11            | Piet Keizer       |  |
|               |                   |  |
| Entraîneur :  |                   |  |
| Stefan Kovacs |                   |  |

| ·                   |                    |     |
| Titulaires :        |                    |     |
|                     |                    |     |
| 1                   | Ivano Bordon       |     |
| 2                   | Mauro Bellugi      |     |
| 3                   | Giacinto Facchetti |     |
| 5                   | Mario Giubertoni   | 12e |
| 6                   | Tarcisio Burgnich  |     |
| 4                   | Gabriele Oriali    |     |
| 8                   | Gianfranco Bedin   |     |
| 10                  | Sandro Mazzola     |     |
| 11                  | Mario Frustalupi   |     |
| 8                   | Jair da Costa      | 56e |
| 9                   | Roberto Boninsegna |     |
|                     |                    |     |
| Remplaçants :       |                    |     |
| 14                  | Mario Bertini      | 12e |
| 16                  | Sergio Pellizzaro  | 56e |
|                     |                    |     |
| Entraîneur :        |                    |     |
| Giovanni Invernizzi |                    |     |

| ·             |                   |  |
| Titulaires :  |                   |  |
|               |                   |  |
| 1             | Heinz Stuy        |  |
| 3             | Wim Suurbier      |  |
| 13            | Barry Hulshoff    |  |
| 12            | Horst Blankenburg |  |
| 5             | Ruud Krol         |  |
| 7             | Johan Neeskens    |  |
| 15            | Arie Haan         |  |
| 9             | Gerrie Mühren     |  |
| 8             | Sjaak Swart       |  |
| 14            | Johan Cruijff     |  |
| 11            | Piet Keizer       |  |
|               |                   |  |
| Entraîneur :  |                   |  |
| Stefan Kovacs |                   |  |

| ·                   |                    |     |
| Titulaires :        |                    |     |
|                     |                    |     |
| 1                   | Ivano Bordon       |     |
| 2                   | Mauro Bellugi      |     |
| 3                   | Giacinto Facchetti |     |
| 5                   | Mario Giubertoni   | 12e |
| 6                   | Tarcisio Burgnich  |     |
| 4                   | Gabriele Oriali    |     |
| 8                   | Gianfranco Bedin   |     |
| 10                  | Sandro Mazzola     |     |
| 11                  | Mario Frustalupi   |     |
| 8                   | Jair da Costa      | 56e |
| 9                   | Roberto Boninsegna |     |
|                     |                    |     |
| Remplaçants :       |                    |     |
| 14                  | Mario Bertini      | 12e |
| 16                  | Sergio Pellizzaro  | 56e |
|                     |                    |     |
| Entraîneur :        |                    |     |
| Giovanni Invernizzi |                    |     |